# آرارات خریمیان
آرارات وارطانی خریمیان (Արարատ Վարդանի Խրիմյան؛ زادهٔ ۲۱ اکتبر ۱۹۵۱ - درگذشته ۱۳ سپتامبر ۲۰۱۲) یک سیاستمدار اهل ارمنستان بود که از تاریخ ۱۹۹۹ تا تاریخ سمت نمایندگی دوره اول مجلس ملی جمهوری ارمنستان را برعهده داشت.

## زندگی‌نامه
در ۲۱ اکتبر ۱۹۵۱ در آخالتسیخه به دنیا آمد و از دانشگاه ملی پلی‌تکنیک ارمنستان فارغ‌التحصیل شد. وی همچنین برنده مدال خدمات رزمی و نشان افتخاری راه‌آهن شده است. وی در ۱۳ سپتامبر ۲۰۱۲ در سن ۶۰ سالگی در هامبورگ درگذشت.

## یادداشت
1. ↑  Երևան քաղաքի Էրեբունի համայնքի ղեկավար